# Шкода (пулемёт)
Шкода — австро-венгерский станковый пулемёт времён Первой мировой войны. Производился компанией Škoda в городе 
Пльзень.

## История
Автоматика пулемёта была разработана полковником графом Георгом фон Дормусом и эрцгерцогом Карлом Сальватором в 1888 году. Серийное производство пулемёта развернула компания «Шкода» под руководством инженера Андреаса Радовановича. Пулемёт стал первой оружейной практикой компании, ранее не разрабатывавшей оружие. И в 1890 году был представлен готовый пулемёт. А в 1893 году пулемёт приняли на вооружение под индексом Mitrailleuse M/93. Предназначался для флота и крепостей. В виду конкуренции с Пулемётом Шварцлозе особой популярности не снискал, ввиду более низких эксплуатационных характеристик, потому имел ограниченное применение на фронтах Первой мировой войны.

## Конструкция
Пулемёт имел водяное охлаждение ствола. Запирание ствола осуществлялось полусвободным затвором, качающегося в продольной плоскости по типу откидных затворов старых однозарядных винтовок (как, например, в Remington M1867 откидной затвор которой удерживался при выстреле курком. Сзади затвор подпирался фигурным подпружиненным шатуном, причём положение осей и профиль соприкасающихся поверхностей затвора и шатуна были подобраны так, чтобы трение при повороте значительно замедляло отход затвора от ствола под действием отдачи. Шатун соединялся с винтовой возвратной пружиной, смонтированной в длинной трубке позади короба. Приделанный снизу маятниковый регулятор темпа стрельбы менял темп от 280 до 600 выстрелов в минуту. В первых моделях пулемёта использовался неудачный вариант боепитания через подачу патронов из расположенного наверху короба магазина под действием силы тяжести. Шарнирно связанный с затвором рычаг досылал патрон в патронник при движении затвора вперёд. Этот же рычаг проталкивал вниз гильзу. Открытый снизу короб увеличивал опасность засорения, а расположенный открыто маятник легко мог быть повреждён. Позже, с модели M/09, питание сменили на ленточное, как в обычных станковых пулемётах того времени.

## Варианты
- Škoda M/93 — первая модель принятая на вооружение. Известна также как Salvator-Dormus M1893.
- Škoda M/02 — модификация с полевым треножным станком, с бронещитом и сидением для пулемётчика.
- Škoda M/09 и M/13 — усовершенствованные версии, с ленточным питанием, устройством осалки патронов для повышения надёжности выброса гильз, замедлитель темпа стрельбы убран. На трубку возвратной пружины мог крепиться плечевой упор. Пулемёт мог иметь оптический прицел.